# Anolis casildae
Anolis casildae is een hagedis uit de familie anolissen (Dactyloidae).

## Naam en indeling
De soort werd voor het eerst wetenschappelijk beschreven door Fernando A. Arosemena, Roberto Ibáñez-Díaz en Francisca de Sousa, 1991 in 1991. Later werd de naam Dactyloa casildae gebruikt.

## Verspreiding en habitat
Anolis casildae leeft in delen van Zuid-Amerika en komt endemisch voor in Panama.